# David Wells (cyclisme)
Pour le lanceur de baseball, voir David Wells. Pour les homonymes, voir Wells.
David Wells (né le 14 avril 1951 à Romford près de Londres) est un coureur cycliste britannique, principalement actif dans les années 1970. 

## Biographie
Chez les amateurs français, David Wells remporte notamment l'Essor breton en 1973, la Flèche d'or et le Grand Prix des Nations amateurs en 1974 ou encore Paris-Connerré en 1977. Il évolue ensuite au niveau professionnel pendant quelques mois au sein de l'équipe Jobo-Spidel en 1978,.

## Palmarès
- 1971
  - Romford August Series :
    - Classement général
    - 1er secteur
- 1973
  - Classement général de l'Essor breton
  - 3e de la Flèche finistérienne
- 1974
  - Flèche d'or (avec Jean-Pierre Biderre)
  - Grand Prix des Nations amateurs
- 1975
  - Classement général du Circuit franco-belge
  - 3e de Bordeaux-Saintes
- 1977
  - 2e étape du Tour d'Armor
  - Paris-Connerré
  - 2e du Grand Prix Gilbert-Bousquet
  - 3e du Tour d'Armor